# Sébastien Cros
Sébastien Cros (né le 25 janvier 1976 à Aubenas) est un entraîneur français de patinage de vitesse sur piste courte.

## Biographie
Sébastien Cros patine dans l'équipe de France de patinage de vitesse sur piste courte de 1992 à 1998, participant à cinq championnats du monde et atteignant la deuxième place dans le pays.
En 2000, il devient entraîneur à plein temps. De 2002 à 2007, il entraîne l'équipe de France.
En 2007, il devient entraîneur de l'équipe féminine du Canada,, poste qu'il occupe jusqu'en 2012. Sa technique d'entraînement se concentre beaucoup sur la technique, la tactique et l'agilité plutôt que la seule force physique ou l'endurance comme d'autres entraîneurs.
En 2012, il quitte le Canada et devient entraîneur en chef de l'équipe russe, qui réalise des exploits aux épreuves de patinage de vitesse sur piste courte aux Jeux olympiques de 2014. Il a pour entraîneur adjoint son ancien coéquipier Grégory Durand.
Il prend ensuite la tête de l'équipe polonaise où il est plus tard remplacé par Grégory Durand[réf. souhaitée].
En 2017, il retourne au Canada où il entraîne l'équipe junior. En juin 2019, après le licenciement d'Éric Bédard, il entraîne l'équipe masculine junior, puis hérite de l'équipe féminine après l'ouverture d'une enquête sur Frédéric Blackburn, accusé de harcèlement moral sur une patineuse. Il devient entraîneur en chef de l'équipe nationale du Canada (féminine et masculine) en 2021 avec Marc Gagnon pour entraîneur assistant.
En 2024, Marc Gagnon devient l'entraîneur principal et Cros l'entraîneur assistant, qui continue à accompagner l'équipe junior et reste l'entraîneur principal des relayeurs masculins.

## Prix et distinctions
- 2009 : entraîneur de l'année de Patinage de vitesse Canada[1]
- 24 mars 2014 : Ordre de l'Amitié[8]